# Hamptophryne alios
Hamptophryne alios là một loài ếch trong họ Nhái bầu. Trước đây, loài này được mô tả với danh pháp là Altigius alios và là đại diện duy nhất của chi Altigius.
Loài này được tìm thấy khu vừng rừng rậm Tây Nam Amazon Basin ở Brazil, Bolivia và Peru.
Các môi trường sống tự nhiên của chúng là các khu rừng ẩm ướt đất thấp nhiệt đới hoặc cận nhiệt đới, đầm nước, đầm nước ngọt, và đầm nước ngọt có nước theo mùa. Loài này đang bị đe dọa do mất môi trường sống.